# Frances Trollope
Frances Trollope (10 de març de 1780–6 d'octubre de 1863) fou una novel·lista anglesa, que va publicar sota el nom de Mrs. Trollope o Mrs. Frances Trollope, però els seus detractors van tractar de menysprear utilitzant el diminutiu, lleugerament vulgar, de Fanny Trollope.
Va néixer a Stapleton, Bristol, es va casar el 1809 amb Thomas A. Trollope, un advocat, que va tenir problemes econòmics. Llavors va decidir marxar als EUA, per unir-se a una comunitat utòpica anomenada Hygeia (1827). Aquesta comunitat aviat va fracassar, i ella va acabar a Cincinnati, Ohio, on els seus esforços per mantenir-se van fracassar. Al seu retorn a Anglaterra, no obstant això, va cridar l'atenció al escriure "Costums dels americans" (Domestic Manners of the Americans) (1832), en la qual critica les maneres d'Amèrica, i parla de forma desfavorable dels costums dels EUA i de l'esclavitud; els partidaris d'aquestes qüestions van considerar que exagerava i que no feia més que reflectir els prejudicis de les classes altes angleses sobre els nord-americans; pot, no obstant això, considerar-se que la Sra. Trollope no era més que una aguda observadora de les bogeries dels EUA; i una novel·la, The Refugee in America, va seguir el mateix tema. Després van venir The Abbess i Belgium and Western Germany, i li van seguir altres obres del mateix tipus en Paris and the Parisians, i Vienna and the Austrians.
Trollope també va escriure diverses novel·les fortes de protesta social: 
Michael Armstrong: Factory Boy va començar a publicar-se el 1840 i va ser la primera novel·la industrial publicada a Gran Bretanya. Altres novel·les de consciència social van ser Jonathan Jefferson Whitlaw sobre les maldats de l'esclavitud, i The Vicar of Wrexhill, que es referia a la corrupció a l'església. Possiblement la seva millor obra sigui la trilogia de la Vídua Barnaby, que va establir una pauta seguida pel seu fill Anthony en el ús freqüent de seqüeles en la seva obra.
En anys posteriors va seguir publicant novel·les i llibres de temes variats, escrivint un total de cent volums. Encara que posseïa considerables poders d'observació i un enginy agut i càustic, tan gran producció va resultar fatal per a l'èxit literari, i pocs dels seus llibres es llegeixen avui dia. Va passar els últims vint anys de la seva vida a Florència, on va morir el 1863.
El seu tercer fill va ser Anthony Trollope, el conegut novel·lista. El seu fill major, Thomas Adolphus Trollope, va escriure The Girlhood of Catherine de Medici, History of Florence, What I Remember, Life of Pius IX, i algunes novel·les.

## Obres
Algunes de les seves obres:
- Domestic Manners of the Americans (1832)
- Belgium and Western Germany in 1833 (1834)
- Paris and the Parisians in 1835 (1836)
- Frances Trollope. Vienna and the Austrians.  Londres: R. Bentley. OCLC 2431804. + v.2
- Michael Armstrong: Factory Boy (published in 1840)
- Jessie Phillips: A Tale of the Present Day
- The Life and Adventures of Jonathan Jefferson Whitlaw; or Scenes on the Mississippi
- The Lottery of Marriage
- The Vicar of Wrexhill
- The Widow Barnaby
- The Widow Married; A Sequel to the Widow Barnaby
- The Widow Wedded; or The Adventures of the Barnabys in America